# Odakyū série 1000
La Serie Odakyū 1000 (小田急1000形, Odakyū 1000-gata), est un train de banlieue électrique à unités multiples (EMU), de 1 500 V CC, exploité par l'opérateur ferroviaire privé Odakyū Electric Railway au Japon depuis 1988,

## Histoire
Il est conçu comme directement compatible avec la ligne Chiyoda, via les interconnexions, de la Teito Rapid Transit Authority (actuellement Tokyo Metro), remplaçant la Série 2400 vieillissante, et remplaçant également la Série 9000. En 1993, un total de 196 voitures étaient fabriquées, composées en formation de 4, 6, 8 et 10 voitures.
Odakyū, à cette époque, effectuait des tests pratiques de la méthode de contrôle de l'onduleur VVVF sur le Série 2600 , et sur la base des résultats, il a adopté le contrôle de l'onduleur pour de bon sur les trains commerciaux de la génération suivante.
La Série 1000 a également été introduite pour commémorer le 60e anniversaire de l'ouverture d'Odakyū, et en même temps, le train de type romance car 10000 (voiture HiSE) a également été introduit en ligne.

## Description
Nous présentons la Série 1000 avant rénovation. Les spécificités après rénovation sont plus bas.

### Extérieur
Les voitures font 19,5 m de long, excepté les caisses d'extrémité qui font 20,15 m de long. La Série 1000 fut construite pour pouvoir être exploitée sur la Chiyoda Line et donc son gabarit est maintenu à 2,86 m de large. Comme elle est prévue pour circuler en tunnel, une sortie de secours est installée sur la face avant et arrière des rames selon la loi sur la sécurité des transports.
La carrosserie est composée d'acier inoxydable excepté la face avant qui est composée de Plastique renforcé de fibres.
La livrée est représentative de l'exploitant Odakyū, soit une bande horizontale de couleur bleu roi, le reste étant couleur acier inoxydable
Les girouettes étaient en papier plastifié installé sur des dérouleur

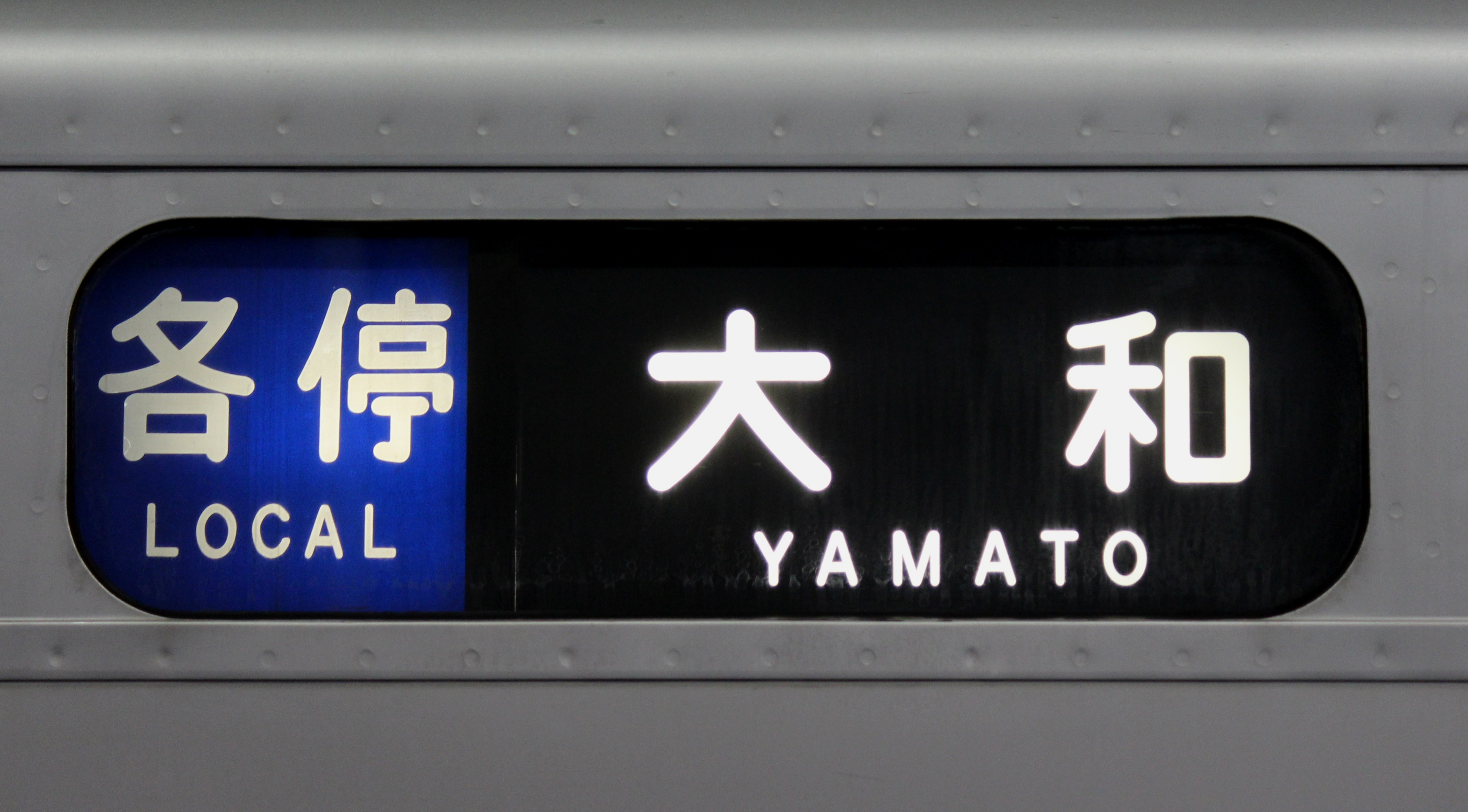
Girouette Papier
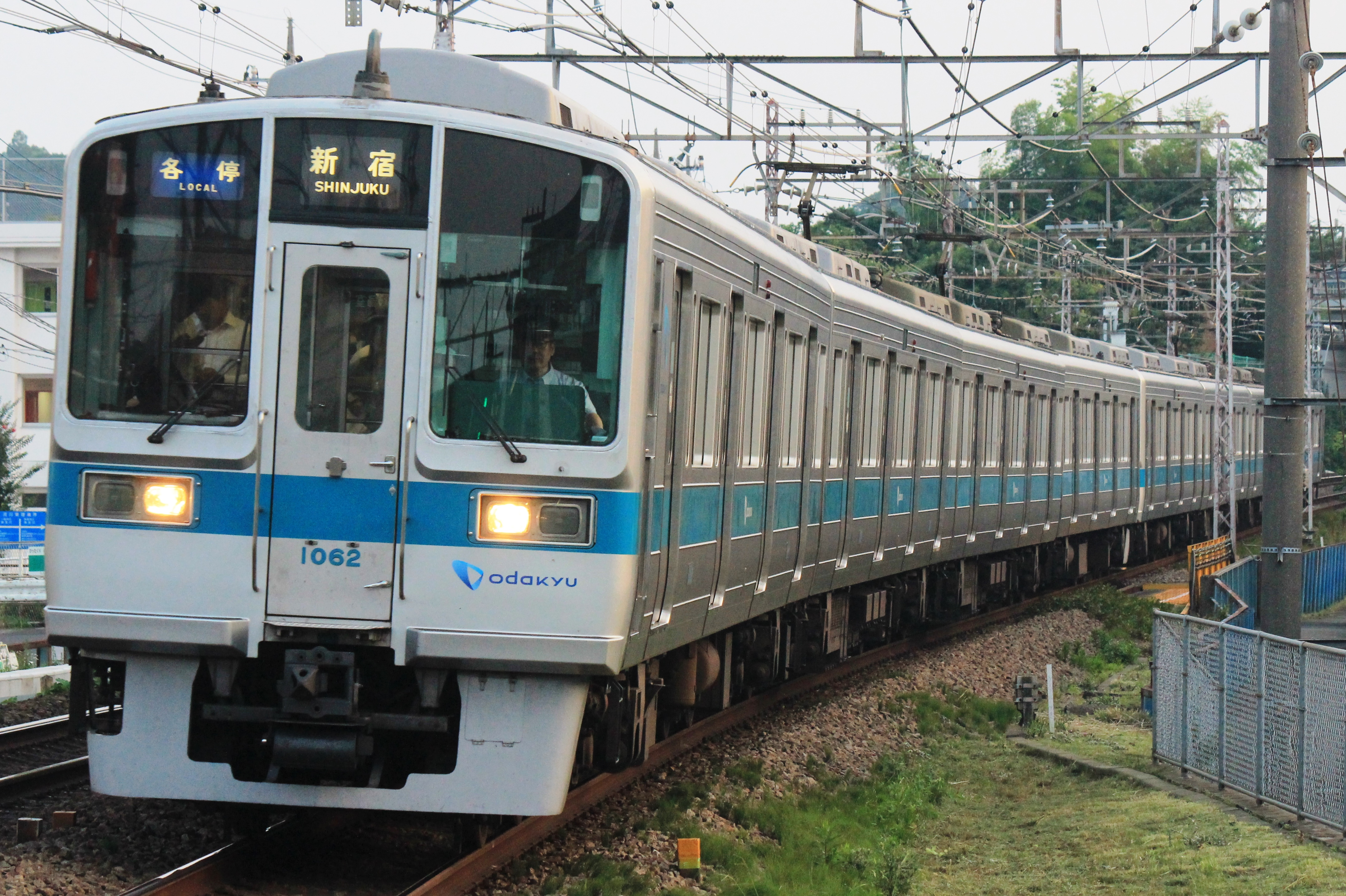
Une formation 4+4 en route pour Tokyo Shinjuku

### Intérieur
L'organisation des sièges est longitudinal à l'instar des autres trains de banlieue au Japon.
Pour  l'intérieur, les "couleurs chaudes" utilisées dans les voitures du dernier modèle 8000 ont été pleinement réadoptées, et les sièges prioritaires sont bleus. L'intérieur est blanc avec un placage à motifs beige et le sol est de couleur grise. La trappe de visite du moteur au sol a été supprimée en raison du courant alternatif triphasé du moteur de traction.
Après rénovation partielle (vers 1999) les sièges passent au rouge bordeaux excepté les sièges prioritaires passant au violet.
De nombreuses poignées de maintien sont installées dans les voitures.
L'information voyageurs s'effectue via trois manières, des plans classiques collés près des portes, ainsi qu'un affichage digital placé au-dessus des portes. Les annonces sonores par l'équipage complètent l'information .
Il y a eu des tests d'installation d'écrans LCD, mais leur détérioration avancée et rapide n'ont pas permis de les conserver.

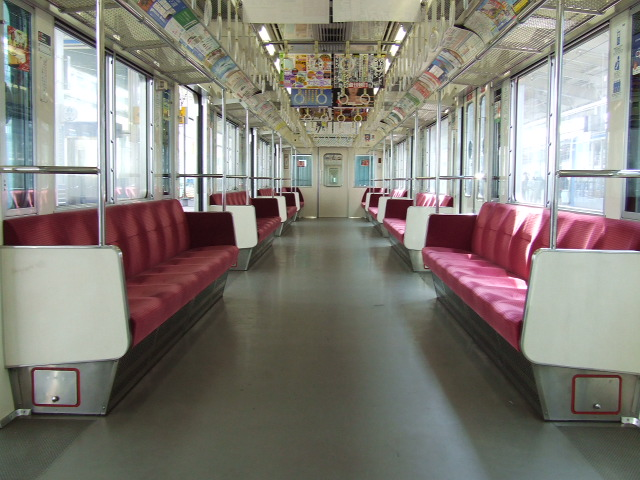
Interieur non rénové
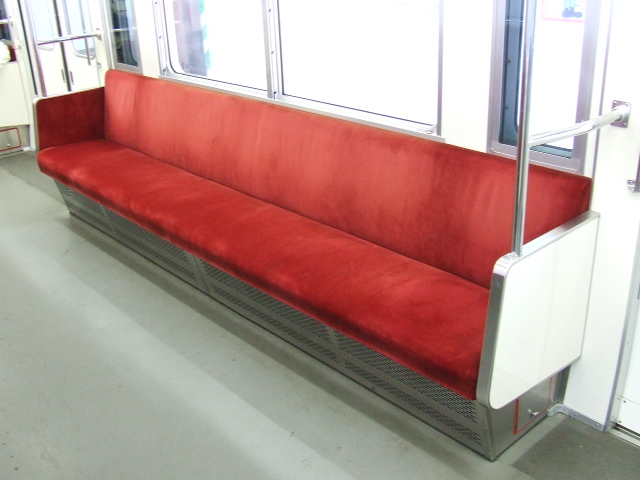
sieges standard (non rénové)
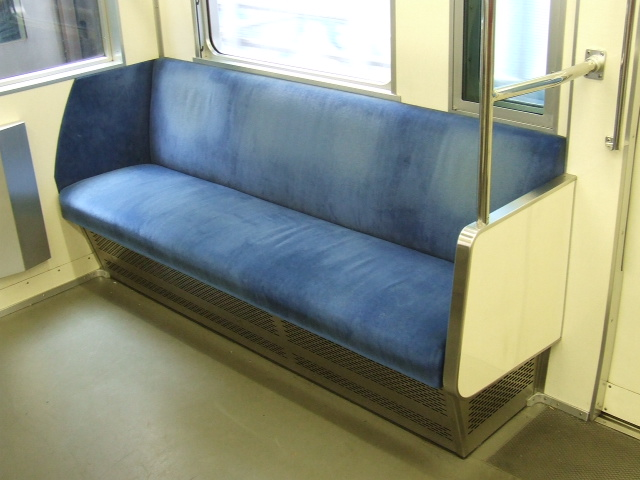
sieges prioritaires (non rénové)
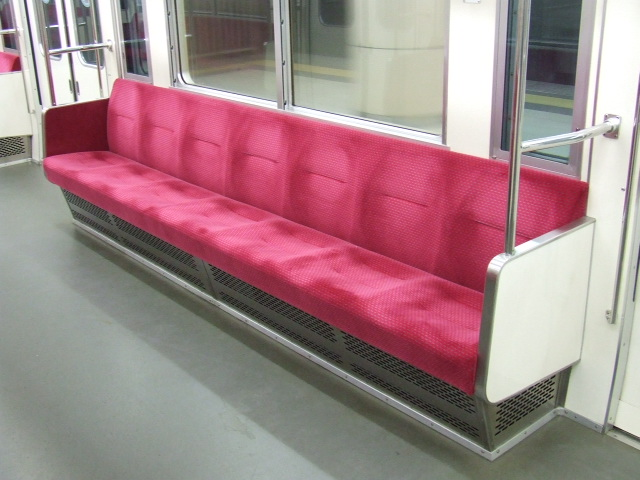
sieges standard (rénové)
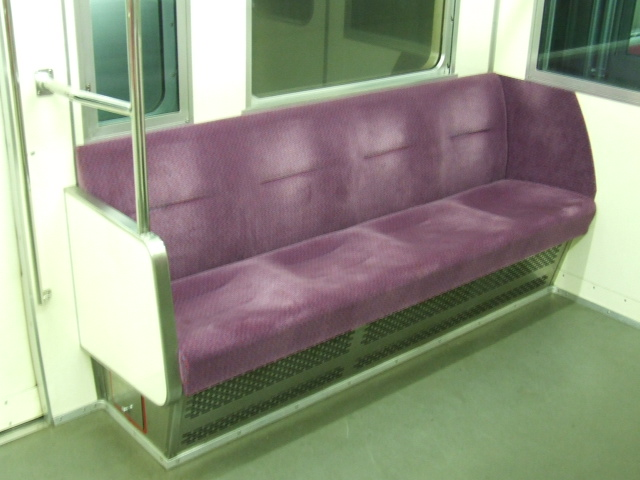
sieges prioritaires (rénové)
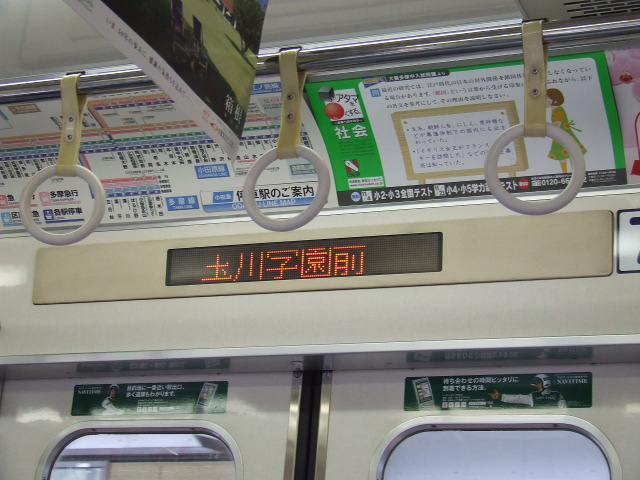
Affichage digital arrets.

#### Cabine de conduite
Le contrôleur de traction de la cabine est du type ABFM conventionnel à axe vertical. La salle d'équipage a une palette de couleurs vertes. Le tableau de bord de la cabine est plus haut que le type 8000. La cloison de la salle d'équipage et la cabine passagers n'a pas de fenêtre, car l'arrière du siège du conducteur est un espace pour installer des équipements .

### Caractéristiques techniques
- Le système de climatisation est de type CU195C
- Les bogies sont de type FS-534 (bogie électrique) et FS-034 (bogie d'accompagnement)de conception Alstom construits sous licence par Sumitomo Métal , et le dispositif de freinage de base est un frein à bande de roulement à double serrage (frein à fermoir) pour tous les bogies . Ce sont donc tous des bogies à ressorts pneumatiques de type bielle d'Alstom qui ont fait leurs preuves depuis le type 2200 à Odakyu .Ils sont équipés d'amortisseur de lacet, peu communs sur les trains de banlieue au Japon.

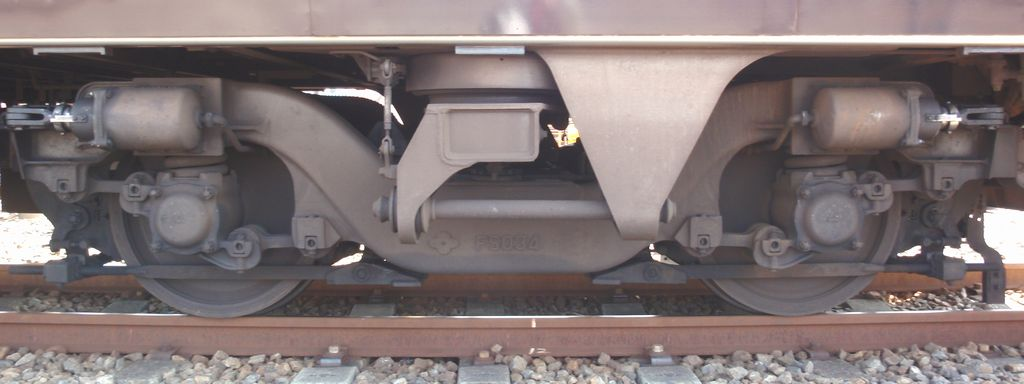
Bogie type FS034 d'Alstom sous licence
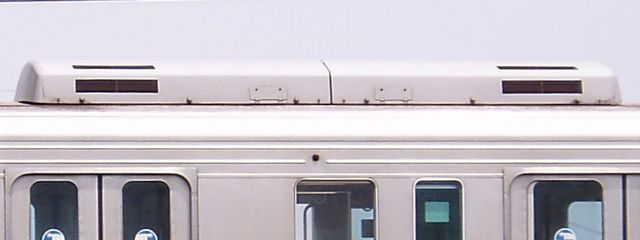
Climatiseur type CU195C

#### Portes
Il existe des formations construites avec des portes de différentes tailles.
La plupart d'entre elles utilisent la largeur standard de 1,3 m de large par porte. Mais entre 1990 et 1991 quelques formations adoptèrent des portes larges de 2 m (1,5 m pour la première après la cabine de conduite).
Une porte d'une largeur de 2 m a été choisie pour faciliter la montée et la descente aux heures de pointe, mais en raison de la grande largeur de la porte, les passagers sont restés près de la porte et la fluidité à l'intérieur de la voiture s'est détériorée.
D'autres tests avec des portes de 1,6 m ou 1,5 m de large ont été faits en 1998 sans réelle mise en application sur les modèles de trains ultérieurs.

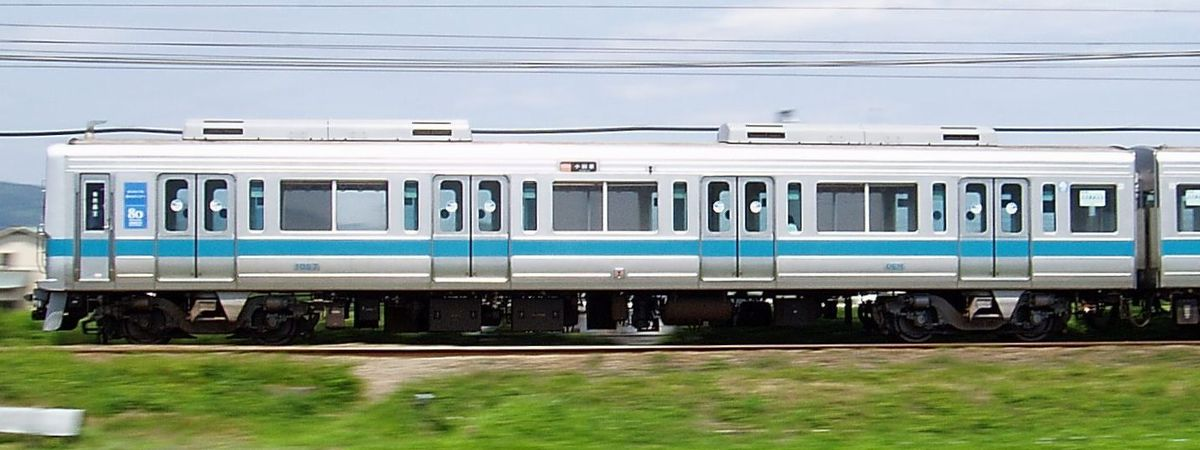
Portes standards
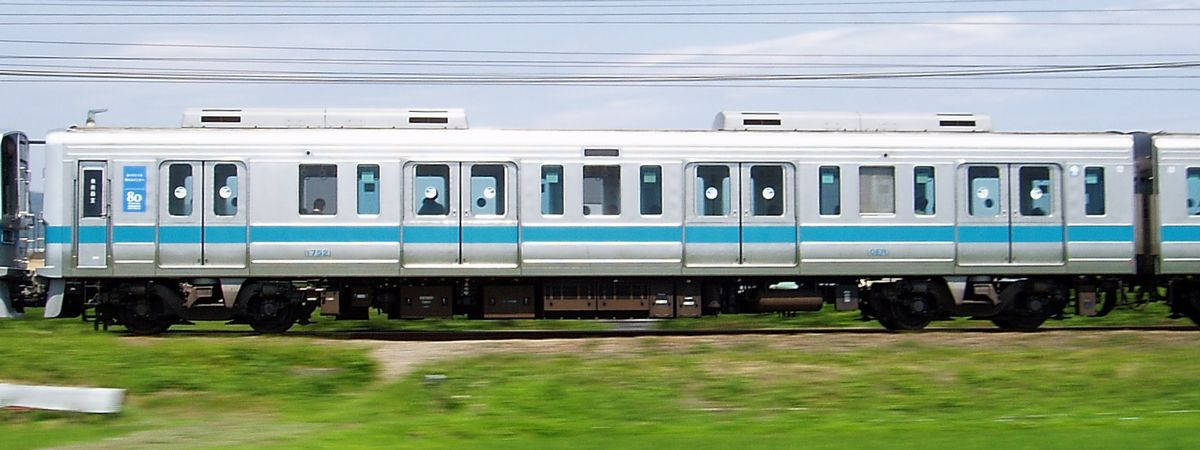
Portes larges 2m
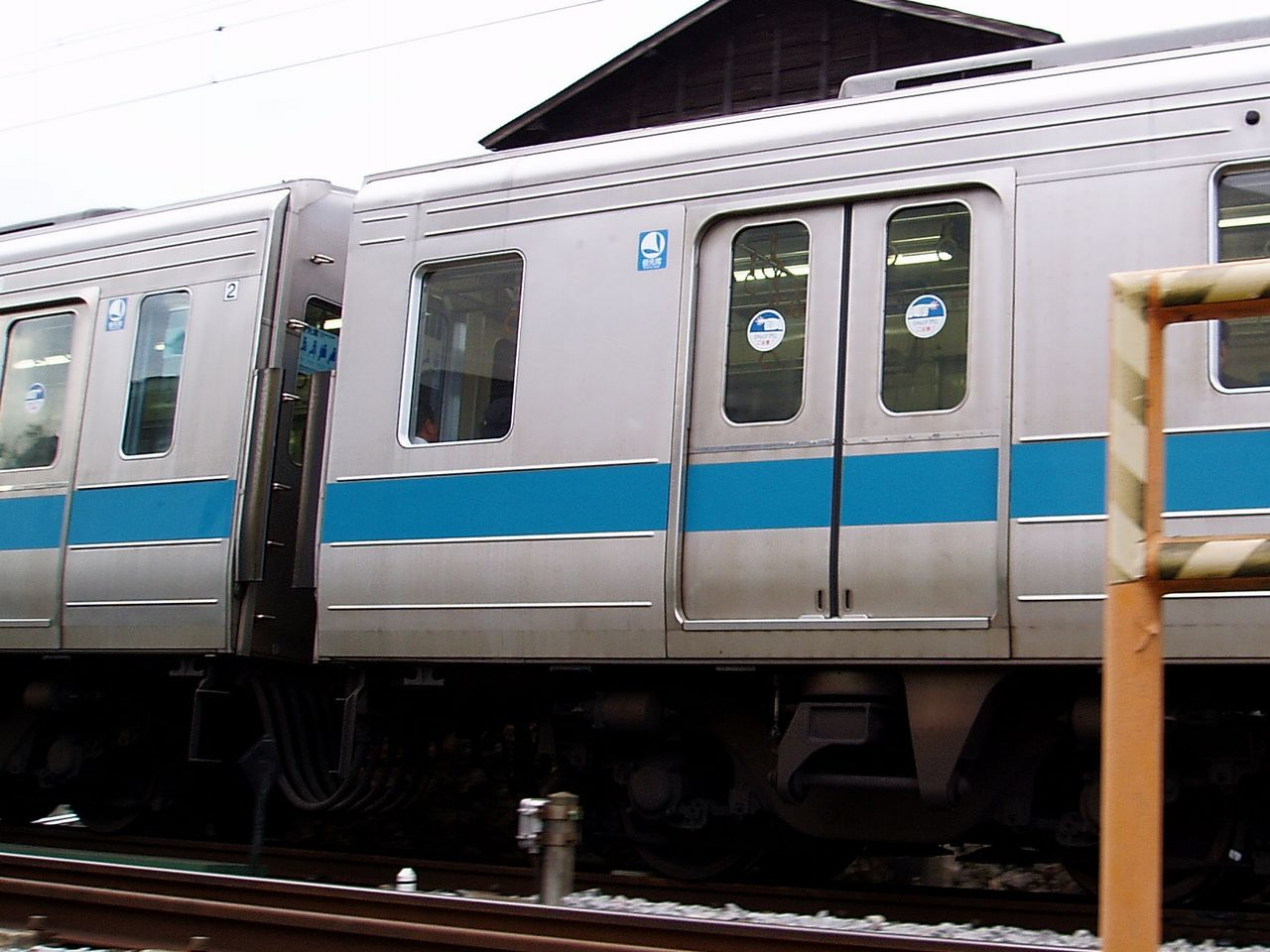
La voiture à droite a une porte de 1.5m de large

### Rénovation
Après 25 ans depuis qu'il a été fabriqué, et il a été annoncé en avril 2014 que les rames seraient rénovées

#### Extérieur
- La bande longitudinale de couleur a été changée du bleu royal à  Bleu impérial  identiques aux Série Odakyu 4000
- Côté connectique, en plus de l'installation d'un nouveau haut-parleur pour la diffusion à l'extérieur du véhicule, un robinet de porte de secours a été nouvellement installé en prévision de l' installation future de portes palières .

#### Intérieur
- Pour l'intérieur de la voiture, une ligne bleue était appliquée autour de la ligne de plafond , les murs étaient bleus et le sol était « l'image de la lumière du soleil à travers les arbres » (couleur crème). Les sièges sont en Robins Bleu pour les sièges généraux et Gris pour les sièges prioritaires, et la surface d'assise a été élargie jusqu'à 13 mm par siège. Les mains courantes des sièges ont été incurvées et les cloisons aux deux extrémités des sièges ont été remplacées par des plus grandes. Un espace UFR a été aménagé dans la voiture de tête.

#### Confort - Service
- Le climatiseur a augmenté la capacité de refroidissement d'environ 8 % (50 000 kcal/h par voiture) et adopté un ventilateur qui peut ajuster le volume d'air en fonction du taux d'occupation.
- Les girouettes frontales/latérales sont passées d'un type papier à Full LED . Celui équipé de cette série est un nouveau type avec une consommation d'énergie inférieure et un contraste plus élevé que le modèle habituel.
- Les feux extérieurs sont également passé full LED
- L' éclairage LED est utilisé pour l'éclairage intérieur, et la température de couleur est le blanc (5000 K) pour sièges généraux, mais chaud (3200 K) pour sièges de priorité.
- Deux LCD de 17 pouces ont été installés au-dessus de chaque porte . L'écran de droite est "TVOS (système d'information sur les passagers)" et le gauche est "Odakyu TV (publicité électronique)". En même temps, un carillon de porte et un indicateur d'ouverture/fermeture de porte qui clignote en rouge lorsque la porte est ouverte/fermée ont été nouvellement installés.
- Un système d'annonces automatiques a été ajouté en 2 langues (japonais, anglais)

#### Technique
- La Série 1000 rénovée désormais utilise un « dispositif onduleur VVVF entièrement SiC (carbure de silicium) (fabriqué par Mitsubishi Electric) » qui utilise des MOSFET SiC pour la section transistor et SiC-SBD pour la section diode comme dispositif de commande (Y compris l'élément SiC hybride, c'est le cinquième cas d'adoption dans les véhicules ferroviaires japonais). Cela rend le dispositif de contrôle beaucoup plus petit et plus léger (environ 80 %). De plus, la quantité de puissance régénératrice pendant le freinage a augmenté, réalisant des économies d'énergie d'environ 20 % à pleine capacité et jusqu'à environ 36 % par rapport au type 1000 non rénové.
- Un moteur entièrement scellé à haut rendement de 190 kW est utilisé pour le moteur afin de réduire davantage l'énergie consommée et le bruit.
- L'alimentation auxiliaire a été remplacée par un onduleur statique (SIV) fabriqué par Toyo Denki Seisakusho , SVH210-4075A (capacité nominale 210 kVA). Il s'agit d'un système à double système de secours dans lequel la section de sortie de l'onduleur et la section du circuit de commande sont dupliquées à partir du circuit de charge initial. Un transistor bipolaire à grille isolée (IGBT) à haute tension de tenue est adopté pour le système de circuit, et le bruit est réduit en utilisant un système à 3 niveaux est prévu.
- dispositif de gestion des informations sur le véhicule (TIOS) installé
- Pantographe G (en Diamant) remplacés par des type a un bras.

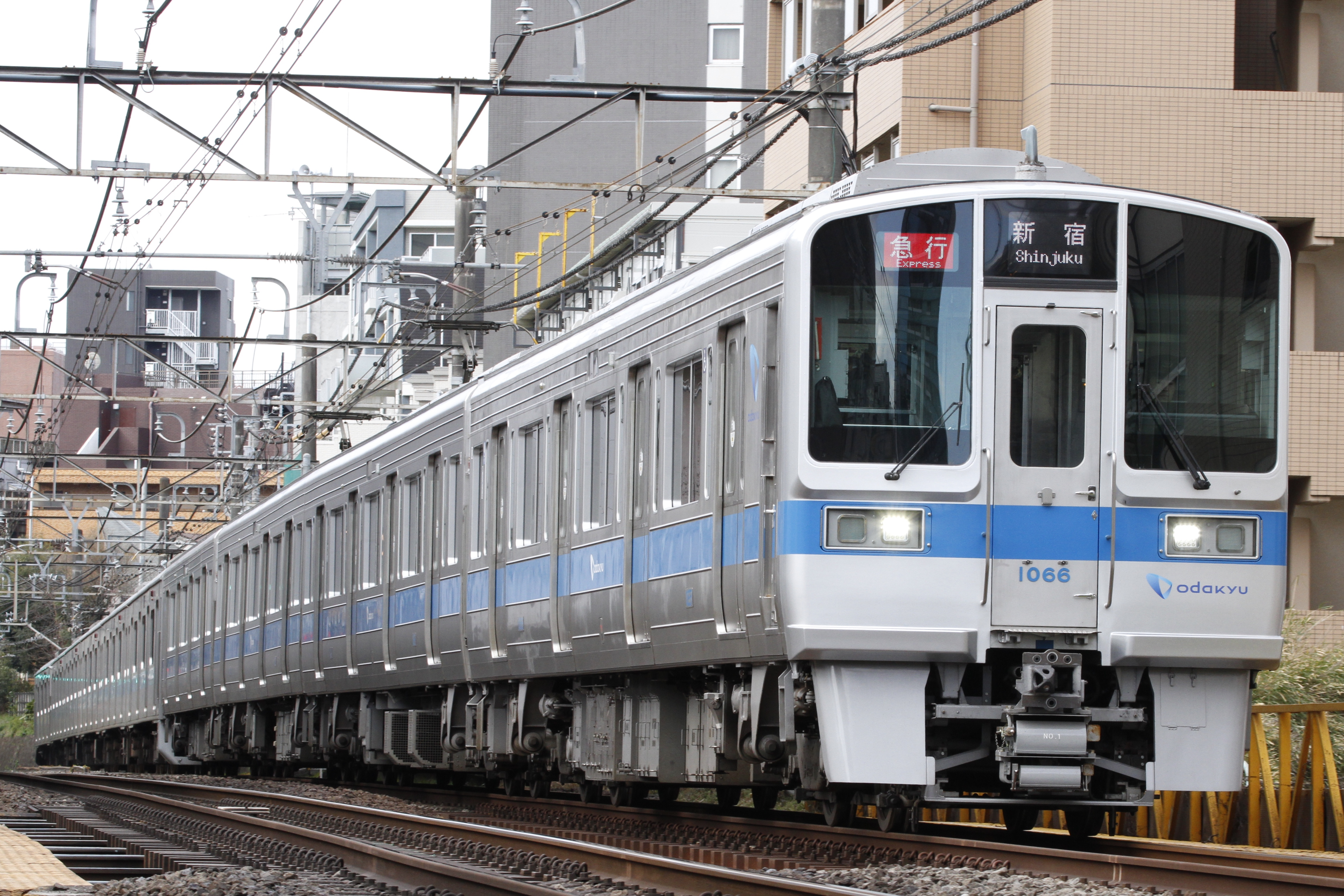
Formation rénovée, la girouette LED est visible
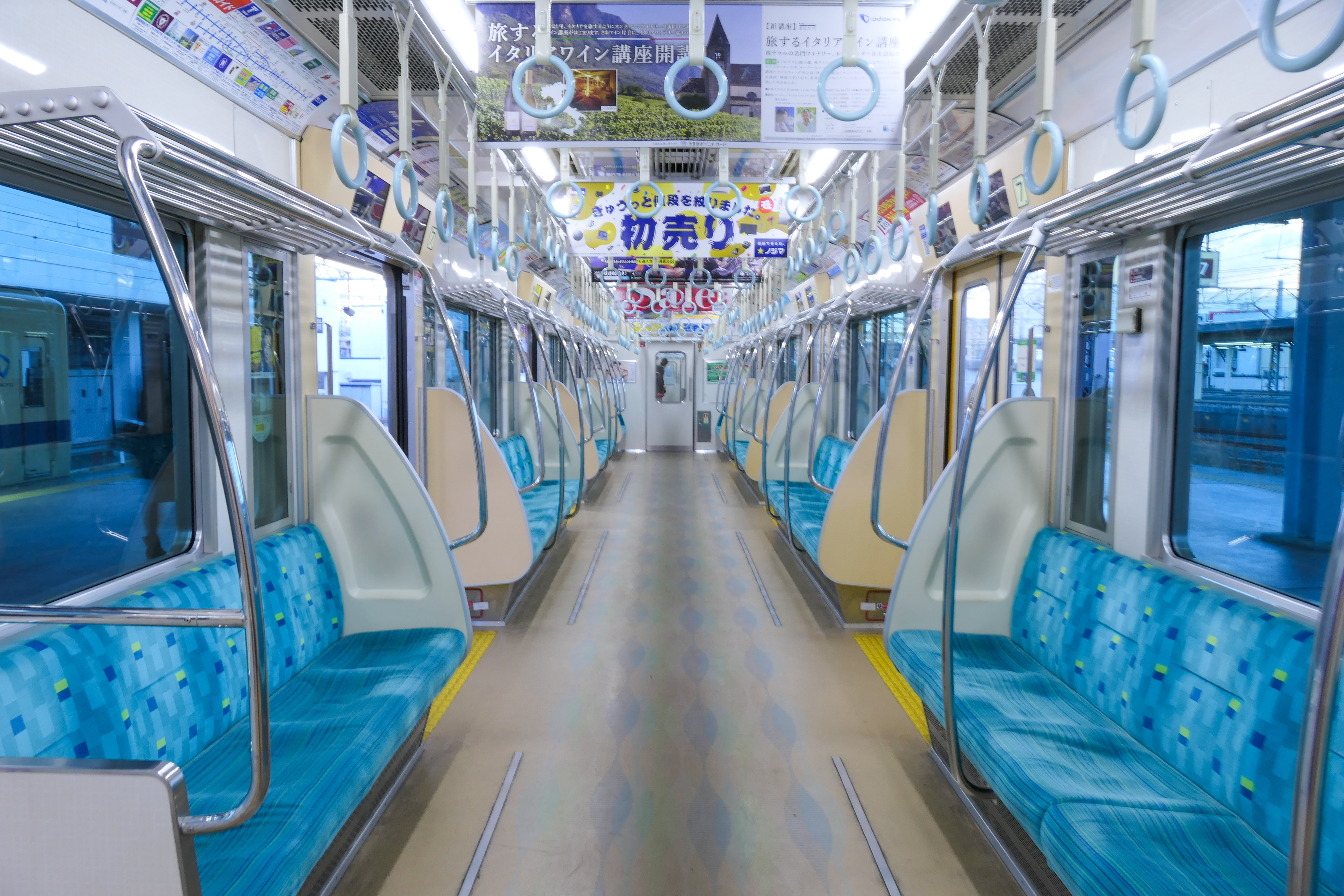
Interieur rénové

## Formations
Au 1er avril 2017 , la flotte se compose de 196 véhicules, répartis en ensembles de 4, 6, 8 et 10 voitures, avec la voiture 1 à l'extrémité ouest(coté Odawara).

### Informations
- VVVF :Système de contrôle/Onduleurs de tension
- SIV : Onduleur basse tension
- CP : Compresseur d'air
- Tc : voiture d'extrémité, M : Motrice, T : Voiture, > : pantographe

### Formations 10 voitures
Les six formations de dix voitures, numérotées 1091 à 1096, sont formées comme suit.
|              | ← Odawara-Enoshima Tōkyō Shinjuku → |          |      |      |          |      |      |          |          |      |
|              |                                     |          |      |      |          |      |      |          |          |      |
| Voiture N°.  | 1                                   | 2        | 3 >  | 4    | 5 >      | 6    | 7    | 8 >      | 9 >      | 10   |
| Désignation  | Tc2                                 | M5       | T3   | M4   | M3       | T2   | T1   | M2       | M1       | Tc1  |
| Numérotation | 149x                                | 144x     | 139x | 134x | 124x     | 129x | 119x | 114x     | 104x     | 109x |
| Équipement   | CP                                  | VVVF-SIV |      | VVVF | VVVF-SIV |      |      | VVVF-SIV | VVVF-SIV | CP   |

- Les voitures 3, 5, 8 et 9 sont chacune équipées d'un pantographe à un bras[5].
- La voiture 2 est désignée comme une voiture légèrement climatisée

### Formations 8 voitures
L'ensemble unique de huit voitures, 1081, est formé comme suit.
|              | ← Odawara-Enoshima Tōkyō Shinjuku → |          |      |      |      |          |          |      |  |  |
|              |                                     |          |      |      |      |          |          |      |  |  |
| Voiture N°.  | 1                                   | 2        | 3 >  | 4 >  | 5    | 6 >      | 7 >      | 8    |  |  |
| Désignation  | Tc2                                 | M5       | T3   | M4   | T1   | M2       | M1       | Tc1  |  |  |
| Numérotation | 1481                                | 1431     | 1381 | 1331 | 1181 | 1131     | 1031     | 1081 |  |  |
| Equipement   | CP                                  | VVVF-SIV |      | VVVF |      | VVVF-SIV | VVVF-SIV | CP   |  |  |

- Les voitures 3, 4, 6 et 7 sont chacune équipées d'un pantographe à un bras.
- La voiture 2 est désignée comme une voiture légèrement climatisée[5].

### Formations 6 voitures
Les quatre ensembles de six voitures 1251 et 1253 à 1255 sont formés comme suit.
|              | ← Odawara-Enoshima Tōkyō→ |          |      |      |          |      |  |  |  |  |
|              |                           |          |      |      |          |      |  |  |  |  |
| Voiture N°.  | 1                         | 2        | 3 >  | 4 >  | 5 >      | 6    |  |  |  |  |
| Désignation  | Tc2                       | M3       | T    | M2   | M1       | Tc1  |  |  |  |  |
| Numérotation | 145x                      | 140x     | 135x | 130x | 120x     | 125x |  |  |  |  |
| Equipement   | CP                        | VVVF-SIV |      | VVVF | VVVF-SIV | CP   |  |  |  |  |

- Les voitures 3, 4 et 5 sont chacune équipées d'un pantographe à un bras.
- La voiture 2 est désignée comme une voiture légèrement climatisée.

### Formations 6 voitures portes larges
Les six séries de six voitures 1500 1751 à 1756 sont formées comme suit. Ces ensembles ont des portes latérales plus larges
|              | ← Odawara-Enoshima Tōkyō→ |      |      |      |      |        |  |  |  |  |
|              |                           |      |      |      |      |        |  |  |  |  |
| Voiture N°.  | 1                         | 2    | 3 >  | 4 >  | 5 >  | 6      |  |  |  |  |
| Désignation  | Tc2                       | M3   | T    | M2   | M1   | Tc1    |  |  |  |  |
| Numérotation | 195x                      | 190x | 185x | 180x | 170x | 175x   |  |  |  |  |
| Equipement   | CP-SIV                    | VVVF | SIV  | VVVF | VVVF | SIV-CP |  |  |  |  |

- Sur les sets 1753 à 1756, les voitures 2, 4 et 5 sont chacune équipées d'un pantographe à un bras.
- La voiture 2 est désignée comme une voiture légèrement climatisée.

### Formations 4 voitures
Les 19 ensembles de quatre voitures, 1051 à 1069 sont formés comme suit.
|              | ← Odawara-Enoshima Tōkyō→ |          |          |      |  |  |  |  |  |  |
|              |                           |          |          |      |  |  |  |  |  |  |
| Voiture N°.  | 1                         | 2 >      | 3 >      | 4    |  |  |  |  |  |  |
| Désignation  | Tc2                       | M2       | M1       | Tc1  |  |  |  |  |  |  |
| Numérotation | 115x                      | 110x     | 100x     | 105x |  |  |  |  |  |  |
| Equipement   | CP                        | VVVF-SIV | VVVF-SIV | CP   |  |  |  |  |  |  |

- Les voitures 2 et 3 sont équipées chacune d'un pantographe à un bras.

Les sets 1058 à 1061 équipés d'une livrée rouge ,Hakone Tozan Railway ,et sont normalement limités aux services entre Shin-Matsuda et Hakone-Yumoto .

## Modelisme
La série Odakyū 1000 est disponible par le fabricant Greenmax en formations 4 -6 et 10 voitures.

## Galerie photos

### Extérieur

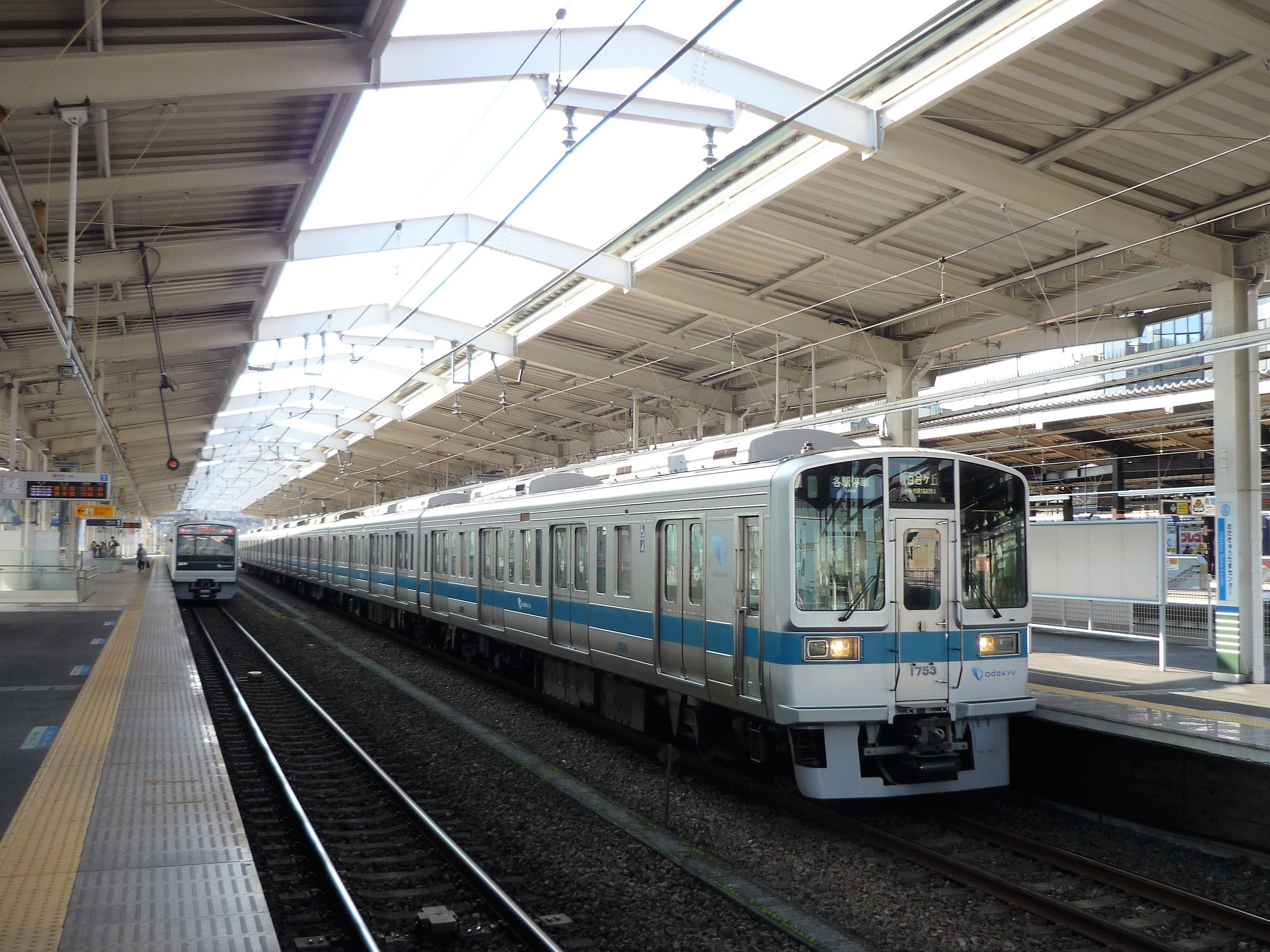
Formation a portes larges non rénové à Tama Station
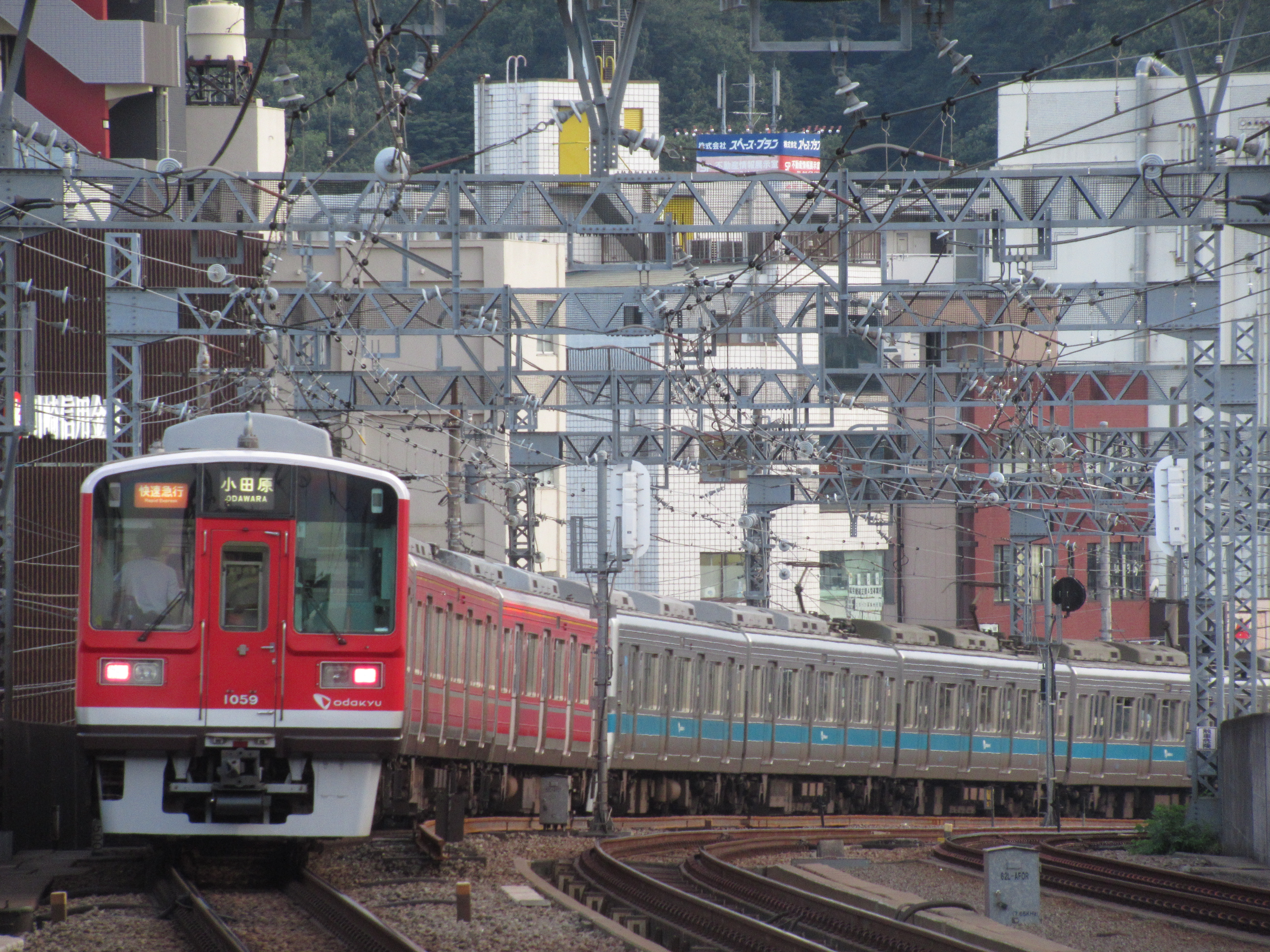
Formation mixte rouge et bleue
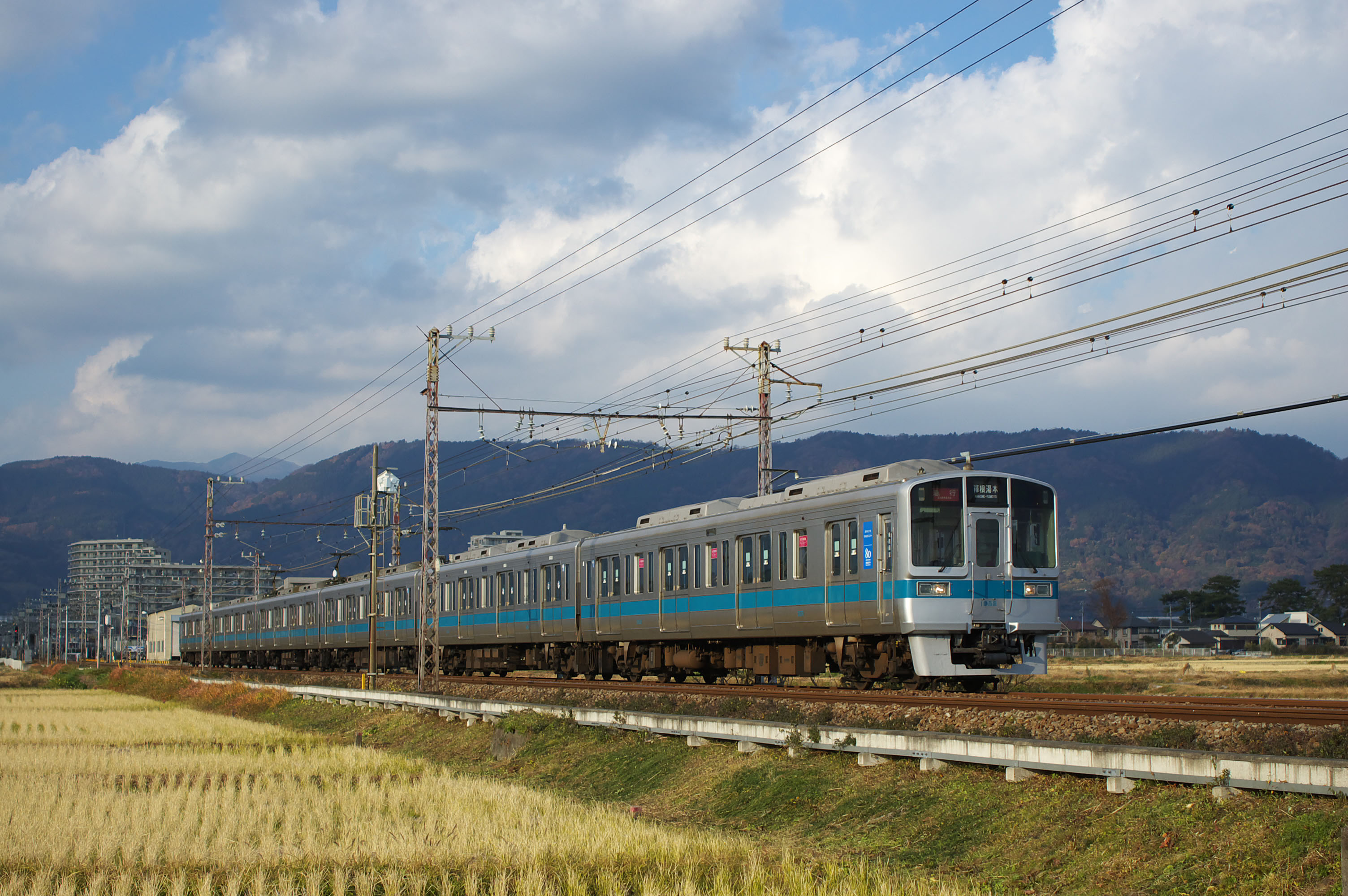
Formation a porte larges dans un cadre plus bucolique
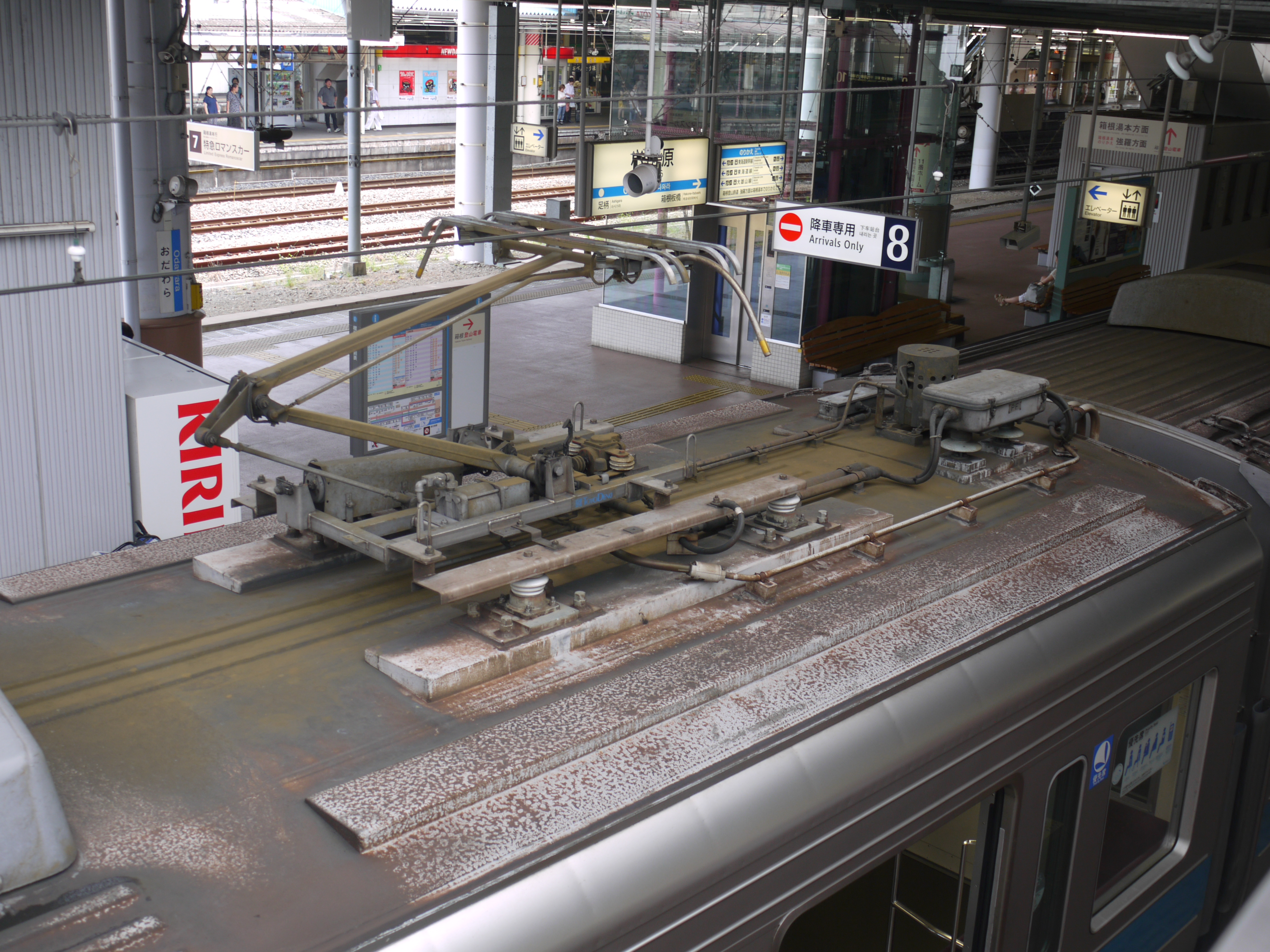
Pantographe
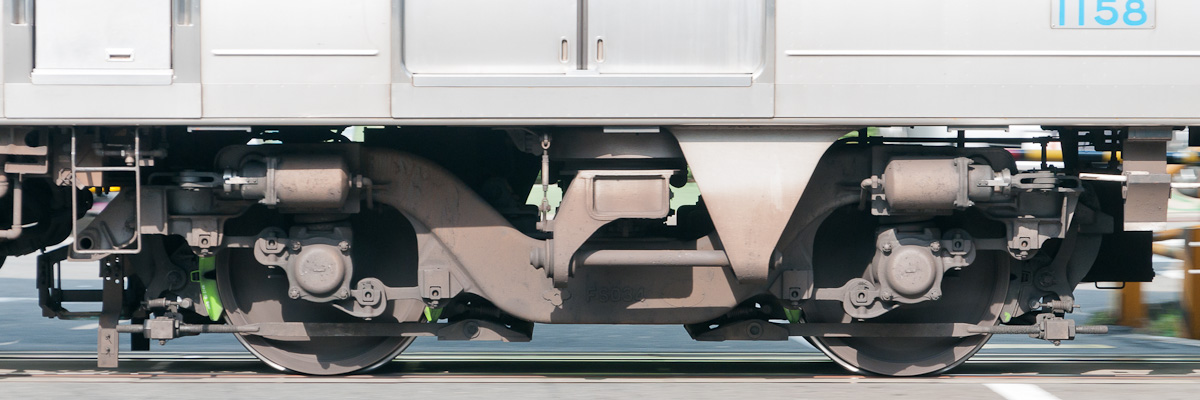
Bogie Alstom sous licence

### Intérieur

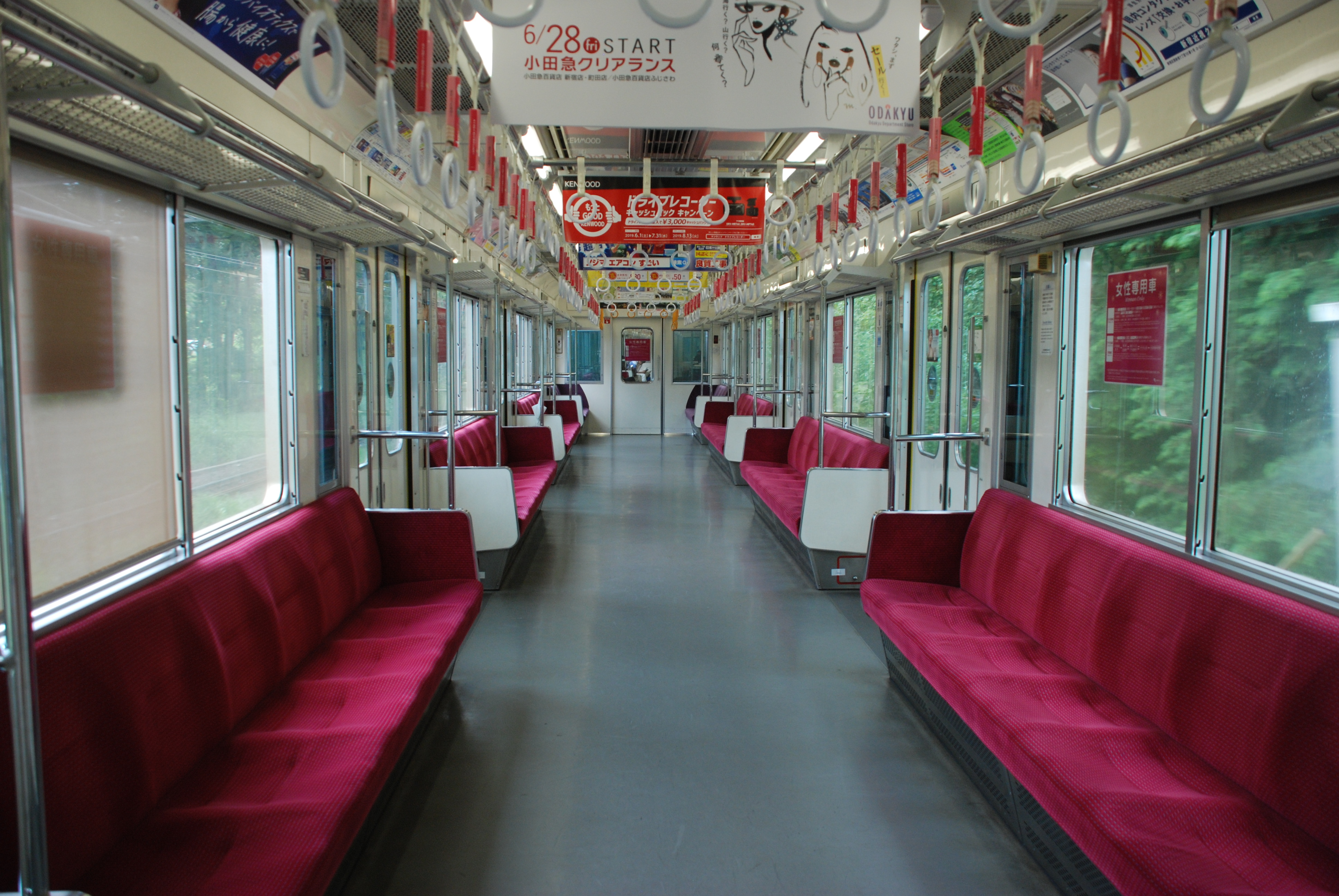
Interieur non rénové
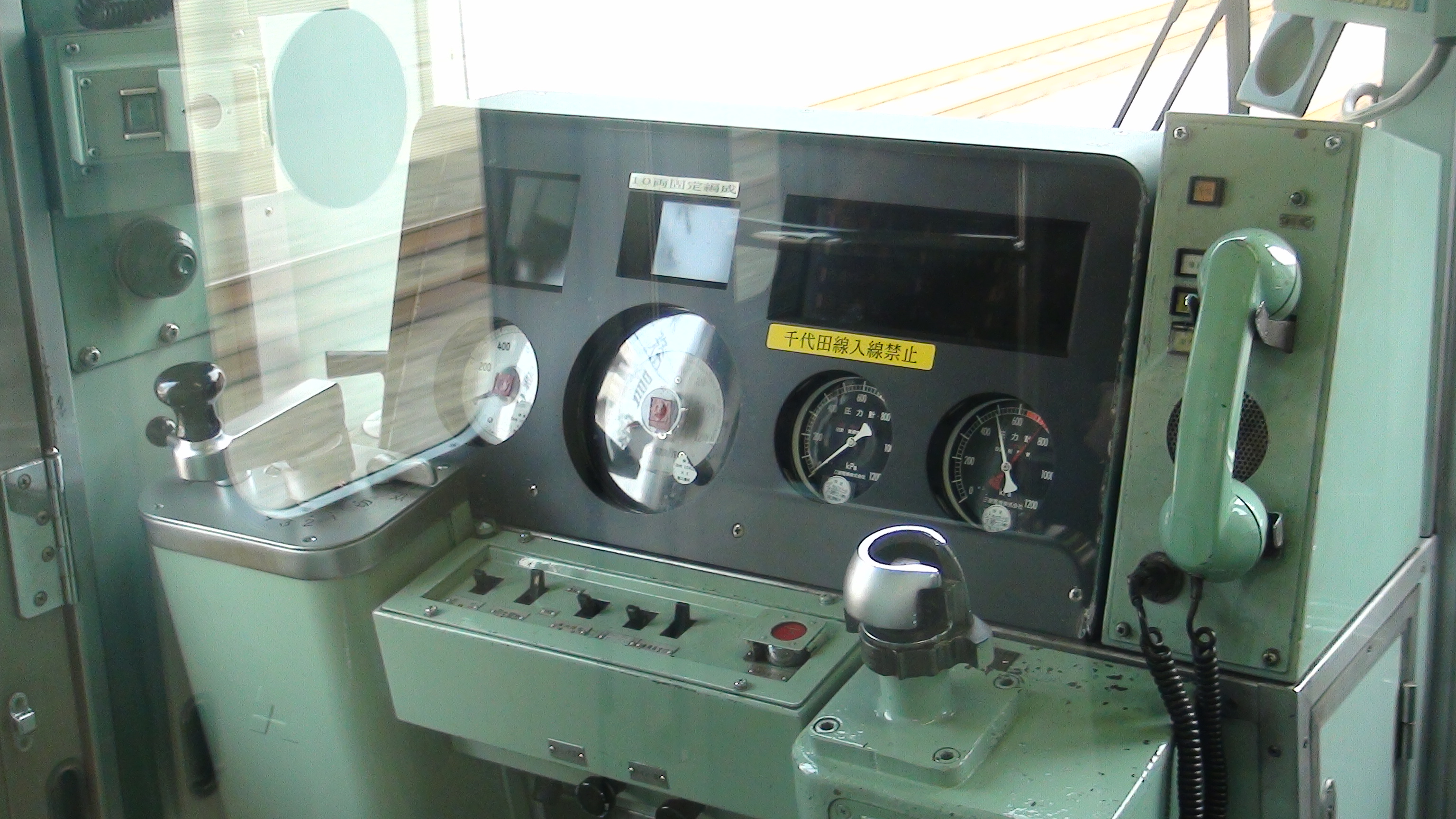
Cabine de conduite
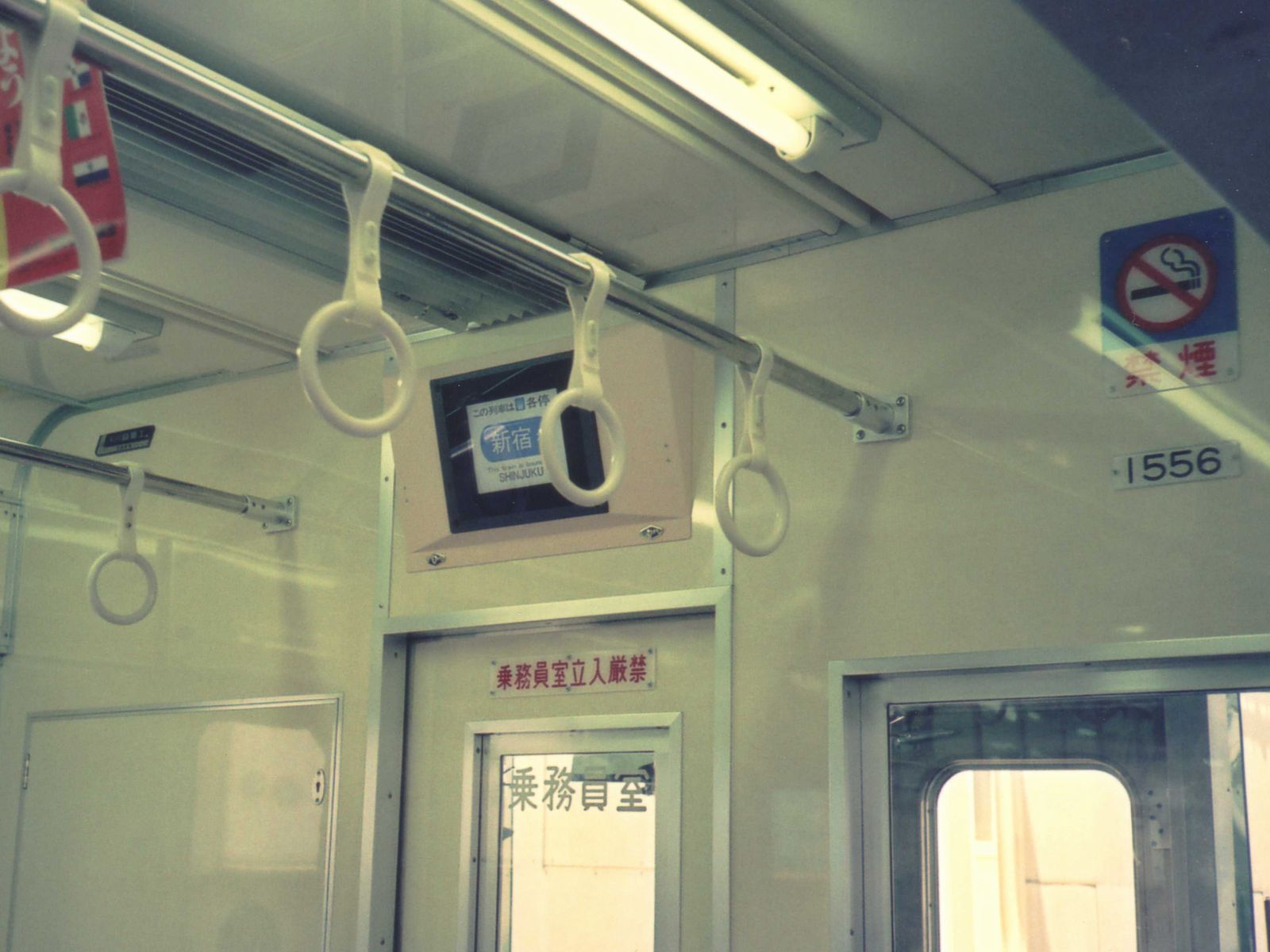
Test des LCD